# Наживин, Иван Фёдорович
Ива́н Фёдорович Нажи́вин (25 августа (6 сентября) 1874, Владимирская губерния — 5 апреля 1940, Брюссель) — русский писатель.
До революции бытописатель русской деревни, сподвижник Л. Н. Толстого; после революции — крупный писатель (историческая, фантастическая и др. проза) и публицист русской эмиграции.

## Биография
Мать — из крепостных, отец происходил из государственных крестьян и успешно занимался лесным промыслом. «Я сын мужика, выросший среди народа» — указывал Наживин в автобиографии (1922). «Литературная энциклопедия» в 1934 году строго указывала о его происхождении — «сын кулака». После смерти матери, когда мальчику было четыре года, воспитанием его занималась бабушка и «родным гнездом» Наживина стала деревня Буланово Владимирской губернии; в восемь лет он пошёл в школу, о которой позже вспоминал — «тюрьма».
Первое произведение Наживина появилось в журнале «Природа и охота»; затем он печатался в «Журнале для всех», «Образование», «Русская мысль», «Русское богатство». Оценив способности сына, разбогатевший отец отправил его учиться за границу, где тот пробыл около семи лет. В 1900 году вышел первый сборник его рассказов и очерков «Родные картинки» (М.: Т-во скоропеч. А. А. Левенсон, 1900. — 380 с.), в 1901 году — второй — «Убогая Русь» (М.: Т-во скоропеч. А. А. Левенсон, 1901. — 314 с.), в 1902 — третий — «Перед рассветом» (М.: Типо-лит. «Рус. т-ва печатного и изд. дела», 1902. — 320 с.). Произведения были посвящены жизни русской деревни и написаны в русле идеологии толстовства, со значительным влиянием народничества. В 1901 году, во время приезда в Россию, Наживин встретился с Львом Толстым, долго беседовал с ним, стал переписываться и приезжать к нему. Под влиянием Толстого Наживин стал изучать различные религиозные течения — секты русского раскола и других стран: Индии, Китая, Персии. Результатом стало появление книги «Голоса народов» (Вып. 1. — М.: Типо-лит. т-ва И. Н. Кушнерев и К°, 1908). Положительно оценил Лев Толстой и роман   Наживина «…Менэ…Тэкел…Фарес…» (М.: Типо-лит. т-ва И. Н. Кушнерев и К°, 1907. - 526 с.). С 1904 года неоднократно печатался в издательстве «Посредник». После смерти Толстого Наживин выпустил несколько книг о своих встречах с великим писателем (Из жизни Л. Н. Толстого: (С приложением нигде не опубликованных писем Л. Н. Толстого). — М.: Сфинкс, 1911; Воспоминания о Л. Н. Толстом. — 1912); также он создал издательство «Зелёная палочка», которое идентифицировал как толстовское. Будучи настроен против новых политических течений, и апеллируя к ценности непротивления злу, он навлекал на себя яростные нападки М. Горького и других современников.
В 1902 году Наживин женился гражданским браком на некрещённой еврейской девушке, студентке Лозаннского университета Анне Ефимовне Зусман, и после окончания ею университета Наживины приехали в Россию. Жили сначала в Полтавской губернии, затем в лесном домике на Волге.
Революцию 1905 года Наживин воспринял как предвестие большой катастрофы (его роман этого периода продуманно назван библейскими словами «Менэ… тэкэл… фарес…»). Отношение к ней он выразил так: «Хорошо и то, что на нашу долю выпало счастье застать хоть немного старой Руси», теперь «началось великое нравственное падение русского народа», «вся страна кипела кровью и всё гуще наливалась злобой». В это время его жена с дочерью Мариам (Мирой), как не имеющие права жительства были высланы из Москвы. После принятия женой Наживина православия они оформили церковный брак и переехали в Буланово. Через год уехали на Кавказ, где купили участок земли в 3,5 десятины между Новороссийском и Геленджиком. Их дочь умерла в младенчестве; в своих в мемуарах в 1923 году Наживин написал: «Семья у меня была редкая, исключительно удачная семья, но страшный удар, смерть Мируши, точно расколол по всем направлениям эту дорогую вазу».
В 1911 году начало выходить первое собрание сочинений И. Ф. Наживина; до 1917 года вышли 1 и 4—8 тома. «Моя исповедь», помещённая в 5-й том, привлекла внимание М. Горького, который признавая, что «Иван Наживин — имя довольно видное в литературе нашей», считал, что «о Наживине не стоило бы говорить, не будь он единицей в тысячах русских людей, изуродованных безобразной нашей жизнью, … отчаявшихся и впавших в крикливый, а потому оглушающий молодое поколение, заразный нигилизм».
После Октябрьской революции 1917 года Наживин оказался на стороне Добровольческой армии, примирился с оставшейся для него непонятной Православной церковью и стал выразителем ностальгии по старому порядку. Был сотрудником деникинского и врангелевского Освага, печатался в одесской газете «Южное слово». В 1920 году эвакуировался в Болгарию, затем жил в Югославии, Австрии, Германии и, наконец, поселился в Бельгии.
При неприятии большевистской «чрезвычайщины» для писателя не было характерно идеализировать белогвардейцев и представителей уходящей России. Он с горькой иронией рисует нежизнеспособное сообщество, не готовое к самообороне и не отвечающее задачам России. В «Записках о революции», вышедших в Вене в 1921 году, он приводит речь некого «бывшего члена центрального комитета социал-демократической партии»:
— Господа, а помните ли вы городового, помните ли вы этого скромного труженика, который, часто с огромной семьей, жил в Москве на 40 рублей в месяц, в одной темной комнатушке, который за эти 40 рублей охранял наш покой днем и ночью, обмерзал на морозе, когда нужно погибал от пули и никогда не роптал?

— Помним… — отозвались задумчивые голоса.
— А помните ли вы, как в благодарность за все это мы называли его?
— Помним: фараоном.
— И что же, по совести: стыдно?
— Пожалуй, немножко и стыдно.
Этот отрывок, «тоска по городовому», в связи с его символичностью цитируется рядом советских авторов как выражение якобы «черносотенской» позиции самого писателя. Сам факт этого цитирования замечателен: Наживин оставался читаем и рецензируем в РСФСР и удостоился статьи в «Литературной энциклопедии».
После отъезда из России стал одним из крупнейших литераторов эмиграции и создателем издательства русских эмигрантов в Германии «Детинец». На современников огромное впечатление произвёл его сборник рассказов для детей «Зеленя» (Берлин, 1922) с его светлым настроением, удивительным для беженцев. Своё отношение к событиям 1917 года он выразил в мемуарах: «Записки о революции» (Вена, 1921), «Среди потухших маяков. Из записок беженца» (Берлин, 1922), «Накануне. Из моих записок» (Вена, 1923).
Его капитальный исторический роман «Распутин» (Лейпциг: Книгоизд-во Ф. Фикенчера, 1923), изданный впоследствии на нескольких европейских языках, стал первым крупным произведением о Г. Е. Распутине. Он имел большую прессу в Европе и Америке, но совсем не был замечен в советской печати. Особая позиция И. Ф. Наживина в осмыслении событий революции, гражданской войны и деятельности эмиграции; его резкость и нетерпимость привели к конфликту писателя с русским зарубежьем.
Следующие пять лет стали временем плодотворной работы Наживина в жанре исторического романа; в 1929—1930 годах вышел на русском языке в разных странах цикл его романов из русской истории: «Казаки» (о восстании Степана Разина), «Глаголют стяги…» (из эпохи князя Владимира Святославича), «Бес, творящий мечту» (о временах Батыя), «Кремль. Хроника XV—XVI вв.», «Во дни Пушкина», «Мужики» В 1929—1933 годах были написана религиозная трилогия: «Евангелие от Фомы», «Иудей», «Лилии Антиноя».
В 1930-х годах он создал эпитафию Толстому: «Неопалимая купина (Душа Толстого)». В это же время интерес читающей публики привлекла его книга «The dogs» (Philadelphia; London: J. B. Lippincott Co., 1931).
В 1933 году, по воспоминаниям современников, он резко отрицательно и довольно грубо высказался по поводу присуждения Нобелевской премии Ивану Бунину, считая его писателем прошлого века.
У Наживина был проект двухтомного сочинения о современных ему русских писателях, подробности которого стали известны из письма Наживина писателю Марку Алданову:
— ...Статья о Бунине нужна, потому что этот коронованный уездный моншер водит за нос тысячи дураков. Злейший черносотенник и тупица, он окончательно разложился. Куприн смердит не меньше: его "Юнкера" ужасны. Шмелев уцелел как художник больше, но и это мракобес, годный только для молодцов-корниловцев. Осоргин – Нарцисс, который никак собой достаточно не налюбуется. Молодежь – все эти Берберовы, а в особенности Газдановы, Набоковы и пр. – вырожденцы, выкидыши. Мережковский полоумный схоласт. Единственный человек, о котором стоило бы поговорить, это Вы…
Постепенно Наживин разочаровался в лидерах белой эмиграции, обвиняя в своей публицистике некоторых из них в предательстве. У него появилось желание вернуться из эмиграции: в финале романа «Неглубокоуважаемые» было помещено обращение «Иосифу Сталину». Ответа не последовало, и в Россию он не вернулся.
И. Ф. Наживин заявил о себе также как писатель-фантаст, издав сборник «Во мгле грядущего: фантастические повести будущего» (Вена, 1921), романы «Остров блаженных», «Собачья республика». В сборник «Во мгле грядущего» вошла повесть «Искушение в пустыне» — антиутопия о коммунистической колонии на уединённом острове, где коммунисты забывают об общем труде, отдавшись уничтожению друг друга, и прекращают взаимное уничтожение, только разделив земельные участки.
Многие произведения И. Ф. Наживина были переизданы значительными тиражами в начале XXI века.